# Otto Kippes
Otto Kippes (Bamberg, 23 de julho de 1905 – Wurtzburgo, 2 de fevereiro de 1994) foi um sacerdote da Igreja Católica e astrônomo amador alemão. Conhecido especialmente por seu trabalho em cálculos de órbita de asteroides, que lhe rendeu o Prêmio de Realização Amadora da Sociedade Astronômica do Pacífico de 1991.
Recebeu a Medalha Leibniz de 1959 da Academia de Ciências da Prússia, por suas contribuições na identificação de planetas menores. No Cinturão de Asteroides o asteroide 1780 Kippes é denominado em sua homenagem. Kippes por seu lado propôs com sucesso o nome de diversos asteroides em homenagem a companheiros seus astrônomos amadores.